# Mitrídates VI do Ponto
Mitrídates VI ou Mitrídates IV (em grego, Μιθριδάτης) (132 a.C. — 63 a.C.), chamado Eupátor Dionísio, também conhecido como Mitrídates, o Grande, foi rei do Ponto de 120 a 63 a.C. na Anatólia e um dos mais formidáveis e sucedidos inimigos de Roma, havendo enfrentado três dos melhores generais romanos da Baixa República.

## Nome
Mitridates (Μιθριδάτης, Mithridátēs), Mitradates (Μιθραδάτης, Mithradátēs), Meredates (Μερεδατης, Meredatēs), Meerdates (Meherdates) são as variantes gregas do persa antigo Mitradata (*Miθra-dāta-), "dado por Mitra". O nome foi registrado em parta (𐭌𐭕𐭓𐭃𐭕), persa médio e armênio (Միհրդատ) como Mirdate (Mihrdāt), em aramaico como Mitredate ("Mitredat", mtrdt) e em persa novo como Merdade (مهرداد, Mehrdâd).

## História
Mitrídates VI era filho de Mitrídates V do Ponto (150–120 a.C.), conhecido como Evérgeta. Viveu de início como um fugitivo, mas logrou ascender ao trono do Ponto após matar diversos de seus irmãos.
Ele tornou-se rei aos treze anos, governando junto com sua mãe, mas mandou prendê-la e a executou, matando também um irmão seu.
Teve duas irmãs de nome Laódice, uma delas foi sua esposa, teve um filho dele em sua ausência, e tentou envenená-lo. Outra irmã foi esposa de Ariarates VI, rei da Capadócia.
Mitrídates expandiu seu reino conquistando os reinos em torno do rio Fásis e nas regiões do Cáucaso. Ambicioso, invadiu alguns de seus vizinhos, inclusive a Bitínia, o que levaria mais tarde ao conflito com a República Romana.
Mitrídates conquistou a Capadócia e matou o rei, Ariarates VII, filho de Ariarates VI e seu sobrinho, com suas próprias mãos. Quando os romanos indicaram Nicomedes, filho de Nicomedes e Nisa, como rei da Bitínia, ele apoiou Sócrates, chamado de Cresto, como seu rival.
Após conquistar a Anatólia ocidental em 88 a.C., Mitrídates ordenou a execução de todos os habitantes romanos da área. O massacre de 100 000 (80 000, segundo Memnon de Heracleia) homens, mulheres e crianças romanas foi a causa imediata do confronto com Roma. Durante a Primeira Guerra Mitridática (88 a 84 a.C.), Lúcio Cornélio Sula expulsou Mitrídates da Grécia mas viu-se forçado a retornar à Itália para enfrentar a ameaça de Caio Mário; a derrota de Mitrídates não fora, portanto, definitiva. Aproveitou a paz celebrada entre Roma e o Ponto para recuperar as suas forças e, quando Roma tentou anexar a Bitínia, Mitrídates atacou com um exército ainda maior, no que viria a ser a Segunda Guerra Mitridática (83 a 81 a.C.). Em sucessão, Roma enviou Lúculo, Aurélio Cota  e Pompeu para enfrentá-lo; este último derrotou-o afinal na Terceira Guerra Mitridática (75 a 65 a.C.). Mitrídates refugiou-se na cidadela de Panticapeu e suicidou-se, sendo sucedido por seu filho Fárnaces II do Ponto.

## Cultura
Há duas lendas curiosas a respeito de Mitrídates VI do Ponto. Supostamente, sua prodigiosa memória lhe permitia falar vinte e cinco línguas, de modo que podia comunicar-se com cada soldado de seus grandes exércitos no seu próprio idioma. Devido a esta lenda, certos livros que contêm excertos de muitas línguas chamam-se "Mitrídates".
A segunda lenda relata que Mitrídates VI procurou imunizar-se contra um eventual envenenamento, tomando doses crescentes (mas nunca letais) dos venenos de que tinha conhecimento, até que fosse capaz de tolerar até mesmo uma dose mortal. Alguns chamam esta prática de "mitridatismo" (ver Houaiss). Conforme a lenda, após ser derrotado por Pompeu, Mitrídates tentou o suicídio por envenenamento, sem efeito devido a sua imunidade. Teria, então, forçado um de seus servos a matá-lo à espada. Esta história é contada na peça Mitrídates (1673), de Jean Racine, e na ópera Mitridate, re di Ponto (1770), de Mozart.